# Lufthansa-Flug 2904
Lufthansa-Flug 2904 war ein Linienflug der Lufthansa vom Flughafen Frankfurt Main nach Warschau. Am 14. September 1993 verunglückte der an diesem Tag eingesetzte Airbus A320-211 bei der Landung auf dem Chopin-Flughafen Warschau. Durch eine Verkettung mehrerer Faktoren hätte ein Durchstartmanöver erfolgen müssen, die Maschine rutschte jedoch über das Ende der Landebahn hinaus und ging nach der Kollision mit einem Erdwall in Flammen auf. Zwei Menschen an Bord kamen dabei ums Leben.

## Fluggerät
Die eingesetzte Maschine war ein Airbus A320-211 mit dem Luftfahrzeugkennzeichen D-AIPN und dem Taufnamen „Kulmbach“, Werknummer 105. Sie wurde am 10. April 1990 neu an die Lufthansa ausgeliefert und bis zum Unfall gut drei Jahre später durchgehend von dieser betrieben. Nach dem Unfall wurde die weitestgehend zerstörte Maschine abgeschrieben.

## Unfallablauf

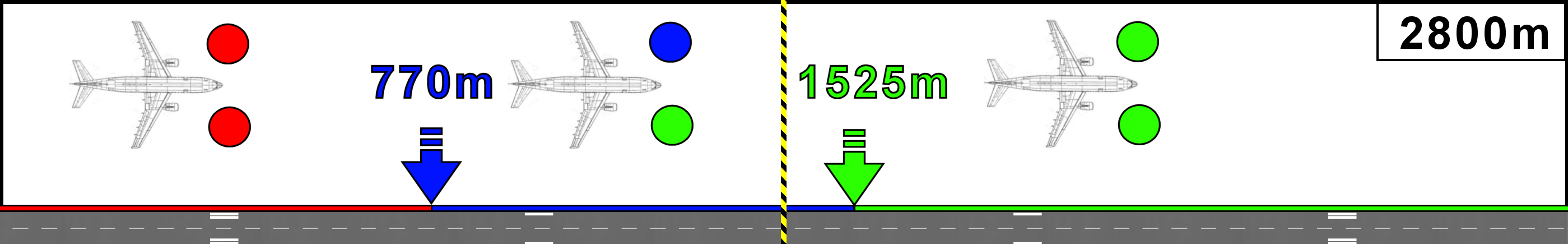
Ablauf der Landung (von oben)

Ablauf der Landung (frontal, animiert)

Nachdem die A320 einen problemlosen Flug hatte, wurde den Piloten um 15:28 Uhr Ortszeit von der Anflugkontrolle in Warschau mitgeteilt, dass andere Piloten über Scherwinde in Bodennähe berichteten. Für die Landung war Runway 11 mit 2800 Metern Länge vorgesehen.
Die Flugbesatzung bestand aus zwei Kapitänen, wovon der links sitzende als „Pilot flying“ (PF) fungierte und der rechts sitzende Prüfkapitän als „Pilot Not Flying“ (PNF). 
Das rechte Hauptfahrwerk der Maschine hatte erst nach 770 Metern ersten Bodenkontakt, das linke Fahrwerk nach 1525 Metern. Bereits beim ersten Bodenkontakt betätigte der PF die Radbremsen, welche aber aufgrund der ungenügenden Haftung auf der nassen Landebahn nicht griffen. Erst nach dem Aufsetzen des linken Fahrwerkes gab das Programm des Fly-by-Wire-Systems die Störklappen und die Schubumkehr als Bremshilfen frei. Die Maschine hatte nun noch eine Geschwindigkeit von 154 Knoten (285 km/h). Die Störklappen waren dadurch erst nach 1679 Metern bei 148 Knoten voll ausgefahren. Die volle Schubumkehr konnte sogar erst nach genau 1900 Metern bei immer noch 132 Knoten erreicht werden.
Die zur Verfügung stehende restliche Strecke reichte nun weder zu einem Durchstartmanöver noch war es wegen der nassen Bahn möglich, das Flugzeug vor dem Erdwall hinter dem Ende der Landebahn zum Stehen zu bringen. Der PF zog daher die Maschine nach rechts, sodass sie bei einer Geschwindigkeit von 58 Knoten (107 km/h) mit der linken Tragfläche zuerst aufprallte. Daraufhin rutschte die Maschine zum Teil über den Erdwall, zerbrach und ging in Flammen auf, da das linke Triebwerk zerstört wurde. Der auf dem rechten Cockpitsitz befindliche Prüfkapitän kam im Cockpit durch innere Verletzungen ums Leben, die er sich beim Aufprall auf die linke Armlehne seines Sitzes zugezogen hatte. Ein Passagier starb an einer Rauchgasvergiftung, wahrscheinlich weil er sich – behindert durch einen Wirbelbruch – nicht selbst retten konnte. Weitere 54 Passagiere wurden verletzt in Krankenhäuser der Umgebung gebracht. Acht Personen wurden ambulant behandelt.

## Ursachen

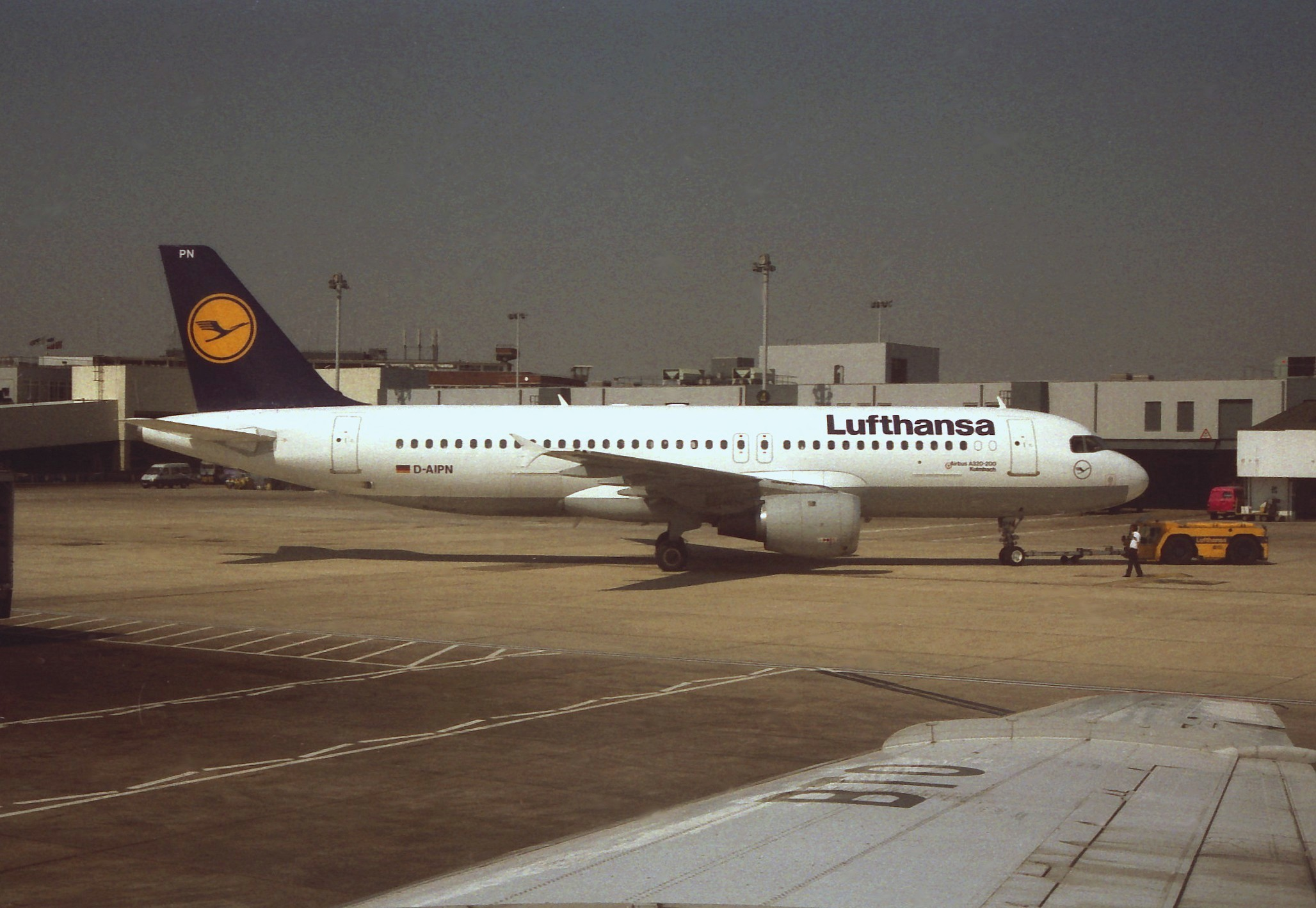
Die D-AIPN im Jahre 1991

Als Ursache für diesen Unfall hält der Untersuchungsbericht eine Kombination von Faktoren fest:
- Eine Ursache liege bei mehreren Fehlern der Cockpitbesatzung. So habe sie unter anderem die plötzlich einsetzenden Scherwinde weder angemessen berücksichtigt noch diskutiert. Außerdem habe der den Sprechfunk führende Pilot den fliegenden Piloten nicht vor der Scherwindkomponente von mehr als 10 Knoten ausdrücklich gewarnt, obwohl dies das Betriebshandbuch der A320 empfiehlt. Die Besatzung habe nach dem Aufsetzen (noch innerhalb der Landezone der Landebahn) kein Durchstarten eingeleitet, obwohl es angemessen und möglich gewesen wäre.
- Auch die Mannschaft des Towers in Warschau wird im Unfalluntersuchungsbericht belastet. Sie habe keine aktuellen Wetterdaten besessen, da die Windinformationen nur mit Verspätung beim Tower eintrafen.
- Des Weiteren habe die unzureichende Beschreibung des Bremssystems in der Anleitung zum Betrieb des Flugzeuges zum Misslingen der Landung beigetragen: Die Piloten hätten vor dem Aufsetzen ein automatisches Bremsverfahren wählen können, das erst dann das Bremsmanöver einleitet, wenn die Maschine Bodenkontakt bekommen hatte. Allerdings haben sie sich bewusst gegen die Benutzung des automatischen Bremssystems entschieden.[2] Zum Stand des damaligen Wissens seitens des Herstellers galt Bodenkontakt jedoch erst dann als erreicht, wenn das Fahrwerk mit mindestens 12 Tonnen belastet wurde und sich die Räder des Hauptfahrwerkes in Drehung befanden. Aufgrund des starken Wasserfilms und des dadurch entstehenden Aquaplanings setzte die Maschine zwar auf, die Räder drehten sich jedoch so langsam, dass der Bordcomputer davon ausging, die Maschine befinde sich noch nicht auf dem Boden, und deshalb jegliches Bremsmanöver verhinderte. Zudem setzte die Maschine erst recht weit hinten in der Landezone der Bahn auf, so dass schon vor dem Bodenkontakt wertvolle Bremsstrecke verloren ging. Als die Systeme schließlich die Vollbremsung zuließen (Radbremsen, Störklappen und Schubumkehr), reichte die Restlänge der Landebahn nicht mehr aus, um die Maschine rechtzeitig zum Stillstand zu bringen.

## Konsequenzen
Die Software des Fly-by-Wire-Systems aller Typen der Airbus-A320-Familie wurde überarbeitet und der notwendige Aufsetzdruck des Fahrwerks für die Freigabe von Störklappen und Schubumkehr von 12 auf 2 Tonnen gesenkt. Ferner ist die Aktivierung der Störklappen und der Schubumkehr nicht mehr an die Raddrehung gekoppelt, die Bremsaktivierung jedoch nach wie vor. Somit soll gewährleistet sein, dass die aerodynamische und triebwerksseitige Bremsung in jedem Fall funktioniert, auch wenn sich die Räder nicht ausreichend schnell drehen.